# Kim Jae-bum
Kim Jae-bum, född 25 januari 1985 i Gimcheon, är en sydkoreansk judoutövare.
Han tog OS-silver i herrarnas halv mellanvikt i samband med de olympiska judotävlingarna 2008 i Peking.
Han tog därefter OS-guld i herrarnas halv mellanvikt i samband med de olympiska judotävlingarna 2012 i London.